# Dragó rosat
El dragó rosat o dragonet (Hemidactylus turcicus) és una espècie de sauròpsid (rèptil) escatós de la família dels gecònids originari de la conca mediterrània, tot i que també ha estat introduït a les illes Canàries, Estats Units, Mèxic, Cuba i altres països d'Amèrica Central i és considerat en alguns casos una espècie invasora, tot i que no hi ha consens. El dragó rosat i el dragó comú són els dos únics gecònids presents a Catalunya.

## Característiques
Es tracta d'un dragó de mida mitjana, que mesura entre 40 i 50 mm del musell a la cloaca. Encara que la coloració és variable, generalment és gris clar, rosat o marronós, amb nombroses taques fosques. Té el dors i la cua coberts per petites escates granulars. Els ulls, de pupil·la vertical i el·líptica, no tenen parpelles, sinó que estan coberts per una membrana nictitant. Es diferencia del dragó comú tant perquè són relativament més petits i perquè tenen ungles a tots cinc dits.

## Ecologia
S'alimenta principalment de petits invertebrats, com crustacis, miriàpodes, aràcnids i insectes. Els seus hàbits alimentaris generalistes fan que la seva dieta depengui en gran manera del microhàbitat en què es troba. La temporada reproductiva comprèn de març a juliol i es produeixen postes d'un o dos ous.
Habiten en zones properes a la costa, tot i que també s'estén cap a regions més interiors. El podem trobar per tota la conca mediterrània i estén la seva distribució fins a les costes del mar Roig i el Pakistan, i pel sud, fins a Kenya. També es troba al continent americà a causa de la seva introducció accidental mitjançant el transport marítim de càrrega. Viu a les esquerdes de les parets dels edificis, en terrenys rocosos i també als troncs dels arbres i a les atzavares. La seva capacitat per conviure amb l'ésser humà els permet mantenir poblacions saludables, amb pocs enemics naturals i gran abundància de refugis. Els habitatges moderns fan disminuir les possibilitats de trobar refugis segurs. Tot i així, de moment les seves poblacions es troben en bon estat de conservació.
Habitualment, fan postes de només dos ous, que tarden uns quatre mesos a descloure. La seva biologia és encara poc coneguda. S'alimenten d'insectes, i per aquesta raó, es poden observar fàcilment a les parets de les cases, sota la llum dels fanals, preparats per capturar les preses.
De vegades, es poden arribar a trobar dragons dins les cases o fins i tot dins els armaris, i no és estrany sentir l'afirmació que es mengen la roba. Com ja s'ha dit, els dragons són animals insectívors i, per tant, si es troben dins els armaris possiblement és perquè allà poden trobar alguna papallona o alguna arna per a alimentar-se. És segur que no s'alimenten de roba.